# Tigrova mast
Tigrova mast (kitajsko: 虎標萬金油; pinjin: Hǔbiao Wànjīnyóu; Pe̍h-ōe-jī: Hó͘-phiau Bān-kim-iû), tudi kitajska mast, je znamka zeliščnega mazila proti glavobolu, bolečinam v mišicah in oteženemu dihanju, ki ga proizvaja Haw Par Healthcare iz Singapurja. Bela različica je blažja, rdeča močnejša, najmočnejša je različica ultra.

## Zgodovina
Tigrovo mast je ok. 1870 v Rangunu razvil Au Ču Kin po domnevno starem kitajskem receptu za mazila za kitajske cesarje. Njegov oče Au Leng Fana, zeliščar iz ljudstva [[Hakka]], ga je v Burmo poslal po letu 1860, da bi pomagal svojemu stricu v zeliščarski trgovini, ki pa jo je prevzel in poimenoval "Dvorana večnega miru". Na smrtni postelji 1908 je sinova Au Bun Hava in Au Bun Para prosil, naj izdelek izpopolnita. Do ok. 1925 sta sinova v Burmi vzpostavila uspešno velepodjetje s tigrovo mastjo kot vodilnim izdelkom.
Ko je Au Bun Hav v dvajsetih letih potoval v Singapur iskat nova tržišča, je ustanovil podružnico podjetja, sprva na Amoy Street, nato Cecil Street in 1924-26 na 89 Neil Road. V tridesetih je družina Au za promocijo izdelka ustanovila Vrtova Tigrove masti v Singapuru in Hongkongu.

## Ime
Tigrova v nasprotju s prepričanjem mnogih - ljudskoetimološko se pomotoma povezuje z zmletimi tigrovimi kostmi ali maščevjem - ne vsebuje živalskih sestavin (živalski pridelek je pogojno le čebelji vosek). Tigrova se imenuje po Au Bon Havu, čigar ime v kitajščini pomeni "krotki tiger", in ki je bil zaslužen za trženje izdelka in njegovo široko prepoznavnost na trgu.

## Sestava
Sestava mazila se je skozi čas rahlo spremenila: prvotno je vsebovala 25 % kafre, kasneje se je delež le-te zmanjšal ob dodatku eteričnega olja čajevca. Bela Tigrova mas HR pa namesto olja čajevcev vsebuje evkaliptovo olje. Nekateri recepti omenjajo tudi cimetovo olje. Osnova mazila je bila nekoč iz čebeljega voska (domača različica vsebuje tudi oljčno ali kokosovo olje), danes pa je iz parafina. Ključni učinkovini sta kafra in mentol. 
| Sestavina                        | Bela  | Rdeča | Ultra |
| -------------------------------- | ----- | ----- | ----- |
| Mentol                           | 8 %   | 10 %  | 11 %  |
| Kafra                            | 11 %  | 11 %  | 11 %  |
| Olje poprove mete (brez mentola) | 16 %  | 16 %  | 6 %   |
| Olje čajevcev (Melaleuca)        | 13 %  | 7 %   | 13 %  |
| Olje nageljnovih žbic            | 1,5 % | 5 %   | 2 %   |

## Uporaba
Mazilo se vtre v kožo na mestu bolečine: na senceh pri glavobolu ali po udih pri bolečih mišicah ali nategnjenih kitah. Ob oteženem dihanju se z njo masira prsi, pri blažjih zaprtjih dihalnih poti se namaže le pod nosnicami. Mazilo ogreje, nato deluje pomirjajoče, sproščujoče, osvežujoče. Ne sme se zanesti v oči, saj peče, zaradi izredne hlapnosti oči draži že, če je nanesen preblizu. 